# Спорель, Зеки Рыза
Зеки Рыза Спорель (тур. Zeki Rıza Sporel; 28 февраля 1898, Стамбул, Османская империя — 3 ноября 1969, Стамбул) — турецкий футболист, игравший на позиции нападающего.
Выступал, в частности, за клуб «Фенербахче», а также национальную сборную Турции, став первым игроком, забившим за национальную сборную. Некоторые журналисты называют его одним из лучших нападающих в истории турецкого футбола. Впоследствии был президентом «Фенербахче» (1955—1957).

## Клубная карьера
Родился 28 февраля 1898 года в Стамбуле. Воспитанник футбольной школы клуба «Фенербахче». Взрослую футбольную карьеру начал в 1915 году в основной команде того же клуба, цвета которой и защищал на протяжении всей своей карьеры игрока, длившуюся двадцать лет. Отмечался очень высокой результативностью, забивая в играх чемпионата в среднем более одного гола за матч. Всего в 352 матчах он забил 470 голов. Вместе с Фенербахче он выигрывал Стамбульскую футбольную лигу четырежды в 1921, 1923, 1930 и 1933 годах, а также чемпионат Турции в 1933 году.

## Выступи за сборную
26 октября 1923 года Зеки Рыза Спорель сыграл в первом официальном матче сборной национальной сборной Турции, которым была домашняя товарищеская игра против сборной Румынии (2:2). В этом матче Зеки Риза забил оба гола своей сборной, став соответственно автором первого гола и первого дубля за сборную в истории. Всего в течение карьеры в национальной команде, которая длилась 12 лет, провёл в её форме 16 матчей, забив 15 голов.
В составе сборной был участником футбольного турнира на Олимпийских играх 1924 года в Париже и Олимпийских играх 1928 года в Амстердаме, сыграв на обоих турнирах по одной игре, поскольку команда вылетала из турнира в первом же раунде.
В десяти матчах носил капитанскую повязку национальной сборной. Долгое время был лучшим бомбардиром сборной, пока его не обогнал Лефтер Кючюкандонядис .

## Последующая жизнь
С 1955 по 1957 год был президентом «Фенербахче». Старший брат Хасан Камиль Спорель тоже выступал за «Фенербахче» и национальную сборную Турции, и также был президентом клуба «Фенербахче» (1960—1961).
Умер 3 ноября 1969 года на 72-м году жизни в городе Стамбул.

## Достижения
- Чемпион Стамбульской футбольной лиги: (4): 19210-22, 1922-23, 1929-30 и 1932-33
- Чемпион Турецкого футбольного чемпионата[англ.]: 1933